# Ochotona hyperborea
Espèce
Statut de conservation UICN

 LC  : Préoccupation mineure
Ochotona hyperborea, le Pika du Nord, est une espèce de lagomorphe de la famille des Ochotonidae. Il vit dans les régions montagneuses d'Asie.